# Aldo Poretti
Aldo Poretti was een Zwitsers voetballer die speelde als aanvaller.

## Carrière
Hij speelde van 1925 tot 1929 bij FC Lugano, waarna hij voor één seizoen naar het Duitse Karlsruher SC trekt maar het seizoen erop al terugkeert naar Lugano. Van 1936 tot 1939 speelde hij nog bij BSC Young Boys.
Hij speelde 11 interlands voor Zwitserland waarin hij vier keer scoorde.

## Erelijst
- FC Lugano
  - Zwitserse voetbalbeker: 1931